# خافي غارسيا
فرانسيسكو خافيير غارسيا فرنانديز (بالإسبانية: Javi García)‏، من مواليد 8 فبراير 1987 في مورسيا في إسبانيا، لاعب كرة قدم إسباني.
بدأ مسيرته الكروية مع الفريق الثالث في ريال مدريد في موسم 2004/2005، ولعب للفريق الأول بعد أن اعير لمدة عام لنادي أوساسونا وفي عام 2009 انتقل إلى فريق بنفيكا البرتغالي، ثم انتقل إلى نادي مانشستر سيتي في الانتقالات الصيفية لعام 2012، وفي عام 2014 انتقل إلى نادي زينيت سانت بطرسبرغ الروسي.

## روابط خارجية
- خافي غارسيا على موقع الاتحاد الدولي (مؤرشف)  (الإنجليزية)
- خافي غارسيا على موقع الاتحاد الأوربي (الإنجليزية)
- خافي غارسيا على موقع قاعدة بيانات كرة القدم.إي يو (الإنجليزية)
- خافي غارسيا على موقع ليكيب (الفرنسية)
- خافي غارسيا على موقع ناشيونال فوتبول تيمز (الإنجليزية)
- خافي غارسيا على موقع Soccerbase.com (لاعب) (الإنجليزية)
- خافي غارسيا على موقع Soccerway.com (الإنجليزية)
- خافي غارسيا على موقع عالم كرة القدم.نت (الإنجليزية)
- خافي غارسيا على موقع كووورة